# Liste der Monuments historiques in Velaines
Die Liste der Monuments historiques in Velaines führt die Monuments historiques in der französischen Gemeinde Velaines auf.

## Liste der Objekte
| Bezeichnung                      | Beschreibung                                        | Standort                     | Kennzeichnung | Schutzstatus | Datum | Bild |
| -------------------------------- | --------------------------------------------------- | ---------------------------- | ------------- | ------------ | ----- | ---- |
| Gedenktafel an eine Messstiftung | Stein, bezeichnet 1760                              | in der Kirche St-Rémi (Lage) | PM55000641    | Classé       | 1980  |      |
| Kruzifix (1)                     | Holz, farbig gefasst und vergoldet, 18. Jahrhundert | in der Kirche St-Rémi (Lage) | PM55002451    | Inscrit      | 1979  |      |
| Kruzifix (2)                     | Holz, farbig gefasst, Anfang des 16. Jahrhunderts   | in der Kirche St-Rémi (Lage) | PM55000639    | Classé       | 1961  |      |
| Weihrauchfass                    | Kupfer, versilbert, um 1800                         | in der Kirche St-Rémi (Lage) | PM55002452    | Inscrit      | 2003  |      |
| Kanzel                           | Eichenholz, erste Hälfte des 18. Jahrhunderts       | in der Kirche St-Rémi (Lage) | PM55000640    | Classé       | 1981  |      |
| Epitaph für François Vivenot     | Stein, bemalt, bezeichnet 1732                      | in der Kirche St-Rémi (Lage) | PM55000642    | Classé       | 1980  |      |